# 人違いバラバラ殺人事件
人違いバラバラ殺人事件（ひとちがいバラバラさつじんじけん）とは1954年（昭和29年）に埼玉県で発生した殺人事件。
この事件では、加害者が殺害対象と誤認して無関係の女性を殺害したうえに、被害者の身体を切断、遺棄したこと（バラバラ殺人）で有名である。
また控訴審では、加害者が証人として法廷に現われた本来の殺害対象であった女性に対して危害を加え、その後に逆転の死刑判決が出された。

## 事件の概要

### バラバラ殺人
1954年9月5日、埼玉県入間郡高階村（現在の川越市の一部）で、19歳の女性が殺害された。19歳女性は手拭いで絞め殺された後、加害者から身体を切断され、肉片や手足を一夜のうちに畑や肥溜めなど殺害現場周辺のさまざまな場所にばら撒かれるという常軌を逸した行為を受けた。同年の11月18日に埼玉県警察は被疑者としてF（当時29歳）を殺人及び、死体損壊・遺棄容疑で逮捕した。Fの供述によれば被害者とは面識は無く、自分が探していた女性と誤認して殺害したというものであった。供述によればバラバラにしたのは平素のうっ憤が爆発したためであると主張しており、まず女としての価値を無くすために、持っていたボンナイフで下腹部と乳房を切り取ったうえ、歩けないようにするために足を切断したという。そして逃走の最中に肉片をばら撒いたというものであった。

### 事件の背景
その女性（以下A子、出会った当時は19歳）とは1950年頃、Fの地元の山梨県塩山市（現在の甲州市）のダンスホールで出会った。A子の優しさゆえの親交をFは自分に対して好意を持っていると勘違いした。そのためA子の両親に結婚を前提にした交際を申し入れた。しかしFは地元では職業を転々として定職につかず窃盗の前科があり少年院にいたことが知れ渡っていた。そのためA子の両親は「定職がなければ認める訳にはいかない」と婉曲的に断っていた。しかしFは定職に就けば交際を許してもらえると都合よく解釈し上京した。しかし生来の性分のためか仕事は長続きせず職を転々とし、1年後の1953年7月に再びA子の両親の前に現れたが、そのような状況ではFの申し出を許すはずも無かった。そのためA子の両親は結婚は無理だと断り、A子を埼玉県に住む姉のもとに避難させた。またA子もFに対してうんざりしていた。
しかしFはA子が自分に対して好意を持っているはずだと自惚れており、今日で言われるストーカーと化し埼玉県に行った。A子の姉の元を尋ねたがA子の居場所を教えられるはずもなかった。しかし代わりに映画館での職を斡旋されたため、Fは映画館に住み込みで真面目に働いていたが、暇を見つけてはA子を探しに埼玉県内を歩く日々を続けた。一方のA子は、Fから逃げるように埼玉県から静岡県まで職や住居を転々としていた。こうして1年が過ぎた時にFは「A子探しの旅に出る」といって映画館を飛び出した。それはバラバラ殺人事件を起こす4日前のことだった。そして、暗がりの路上で村の青年団の行事から帰宅途中の白いブラウスに黒いスカートを着用した無関係の女性をA子と誤認して凶行に及んだ。

### 法廷内の傷害事件
Fは新聞で人違いで殺人を犯したことに気付いたが、それでもなおA子に会いたいと思っていたという。結局A子と対面したのは彼女が証人として呼ばれた一審の法廷であった。彼女はFとの関係を全面的に否定した。一審の浦和地方裁判所（現在のさいたま地方裁判所）は1956年2月21日、Fに対し無期懲役を言い渡した。死刑を求刑していた検察側は刑が軽すぎると控訴したが、被告人Fも愛しているための事件であるのに無期でも重いなどと主張し控訴した。
控訴審の最終尋問が8月20日に開かれたがFは法廷でさらなる事件を引き起こした。再び検察側証人として出廷したA子は「Fは勝手に私のことを恋人と思っているだけで、私には関係ない」と断言した。この証言を聞いていたFは激怒し、証言台から引き下がろうとしていたA子の胸を、被告人席から隠し持っていた竹べら（前もって房内にあったハエたたきの柄を折って作っていた）で刺した。A子は全治2週間の傷を負った。法曹関係者は「法廷内における証人の保護」について協議する事態となった。

### 死刑執行まで
このFが引き起こした法廷内の傷害事件がその後の判決に影響したかについては明らかでないが、最終弁論の10日後に開かれた8月30日の控訴審判決では一審判決が破棄され、逆転死刑の判決が言い渡された。最高裁も1957年7月19日に上告を棄却し死刑が確定した。結局Fは宮城刑務所（当時東京拘置所に死刑施設がなかったための措置）に送致され1959年5月27日に死刑が執行された。34歳であった。
Fは、収監中も同囚の者や看守に人違いで殺害した女性の遺体をバラバラにした際の残虐行為を「A子を愛するが故にしたことだ」などと周囲の者が辟易するのもお構いなく自慢げに繰り返し話していた。また自分が死刑囚の立場に追いやられ憎いはずのA子について、いかに素晴らしい女性であったかを語っていたという。